# Каса (Арканзас)
Каса (енгл. Casa) град је у америчкој савезној држави Арканзас.

## Демографија
По попису из 2010. године број становника је 171, што је 38 (-18,2%) становника мање него 2000. године.
| Група             | 2000.        | 2010.       |
| Белци             | 209 (100,0%) | 170 (99,4%) |
| Афроамериканци    | 0 (0,0%)     | 0 (0,0%)    |
| Азијати           | 0 (0,0%)     | 1 (0,6%)    |
| Хиспаноамериканци | 0 (0,0%)     | 0 (0,0%)    |
| Укупно            | 209          | 171         |